# Mansinhapur
Mansinhapur é uma vila no distrito de Haora, no estado indiano de Bengala Ocidental.

## Demografia
Segundo o censo de 2001, Mansinhapur tinha uma população de 5 401 habitantes. Os indivíduos do sexo masculino constituem 52% da população e os do sexo feminino 48%. Mansinhapur tem uma taxa de literacia de 76%, superior à média nacional de 59,5%: a literacia no sexo masculino é de 81% e no sexo feminino é de 70%. Em Mansinhapur, 11% da população está abaixo dos 6 anos de idade.